# Лимоне-суль-Гарда
Лимоне-суль-Гарда (итал. Limone sul Garda, ломб. Limù), до 1863 года просто Лимоне — коммуна в Италии, в провинции Брешиа области Ломбардия. Живописно расположена на скалистом западном берегу озера Гарда, в 5 км к северо-западу от расположенного на противоположном берегу Мальчезине.  В 1863—1905 годы коммуна носила название Limone San Giovanni.
В городке высажено много лимонных деревьев, хотя его название не имеет отношения к лимонам. 
Покровителем коммуны почитается святой Бенедикт Нурсийский, празднование 11 июля. Городская церковь св. Бенедикта была построена в 1685-90 гг.
Развитие туризма в Лимоне началось довольно поздно из-за его труднодоступности: сюда можно было добраться только на лодке или пешим путём через горы. Только в 1932 году была проложена дорога к городу Рива-дель-Гарда.
В 1979 году исследователями было обнаружено, что коренные жители Лимоне являются носителями мутантной формы аполипопротеина (так называемой ApoA-1 Milano) в крови, которая индуцирует здоровый вид липопротеина высокой плотности, что привело к пониженным рискам развития атеросклероза и других сердечно-сосудистых заболеваний. Как представляется учёным, этот протеин обеспечивает долголетие — здесь живут более десятка долгожителей в возрасте старше 100 лет при общем населении всего около 1000 жителей. Происхождение мутации было прослежено до пары, жившей в Лимоне в XVII веке. Проводятся исследования по разработке фармацевтического лечения сердечно-сосудистых заболеваний, основанного на имитации благотворного влияния мутации apoAI.

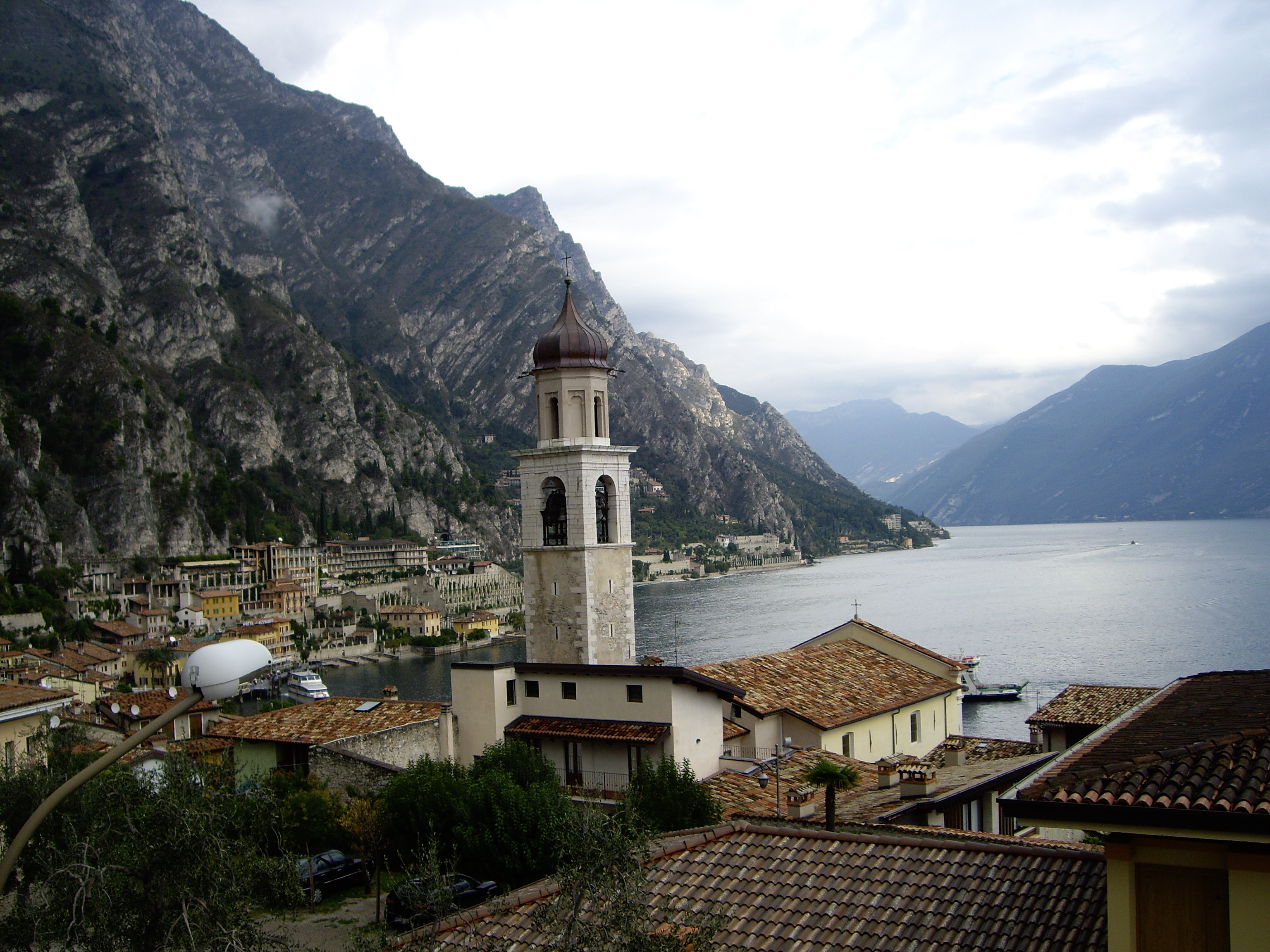
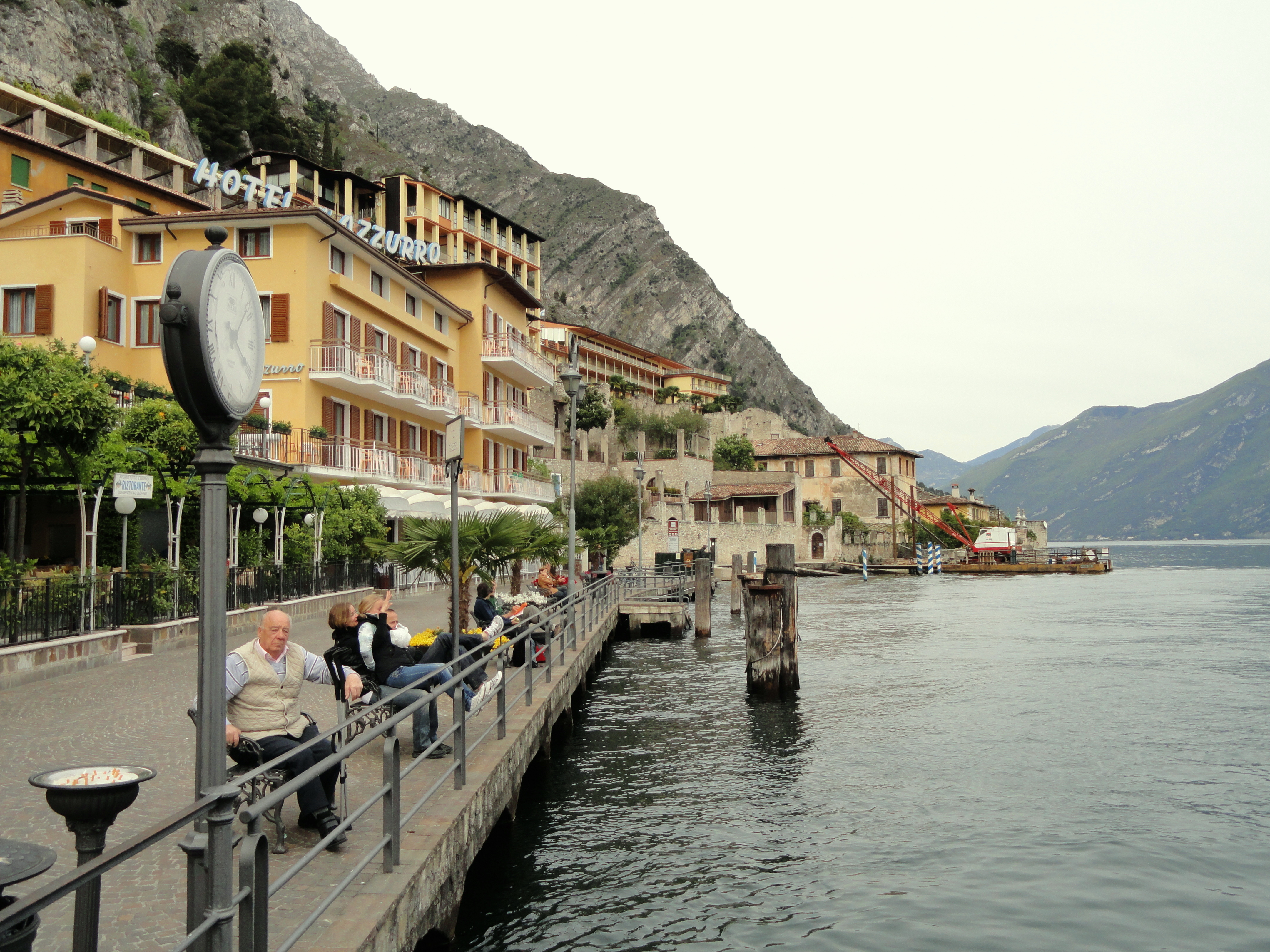
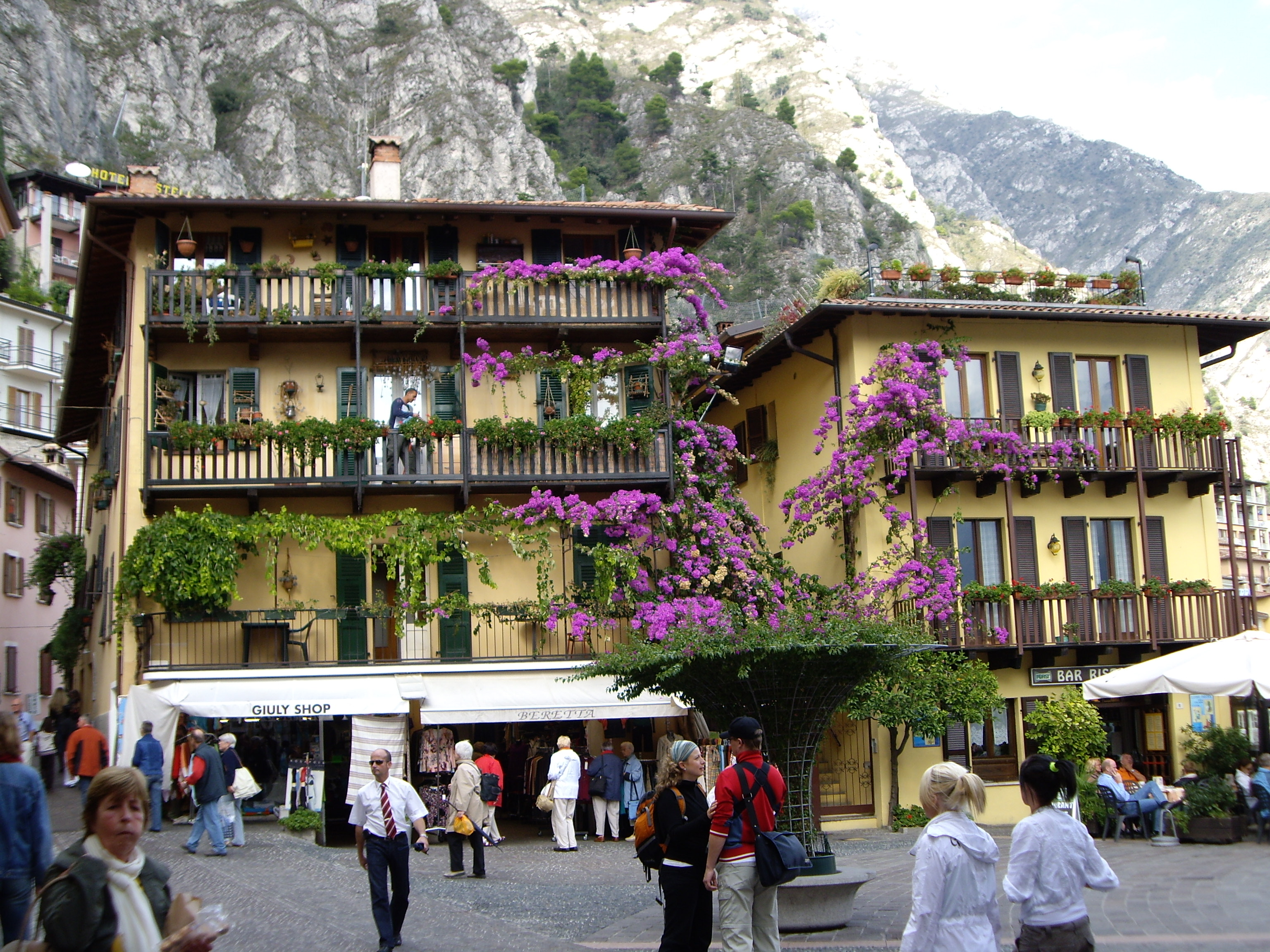
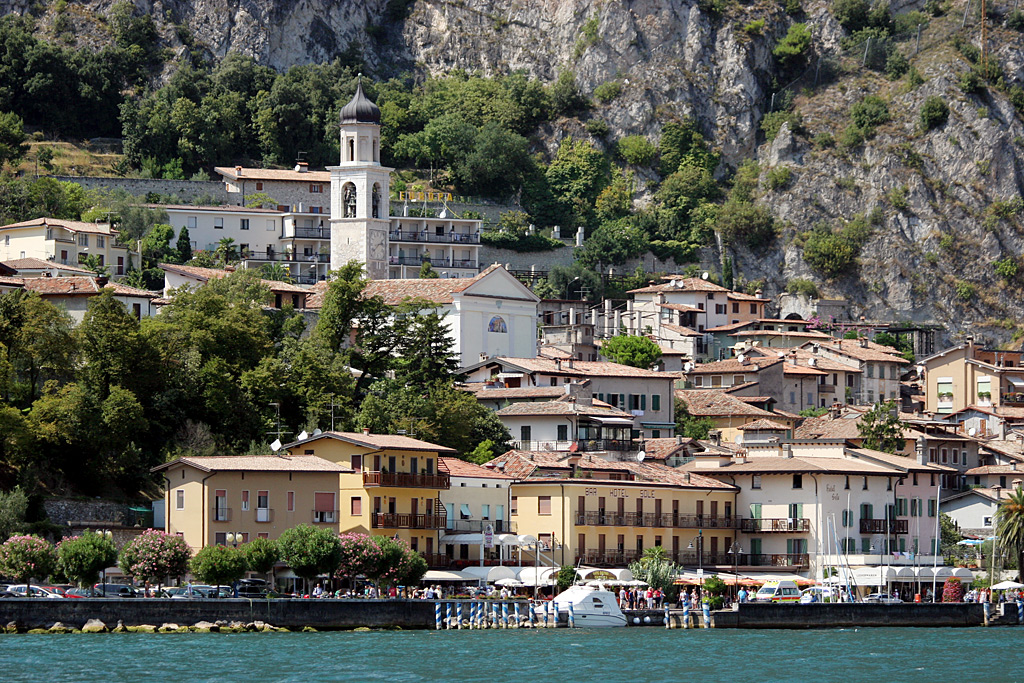
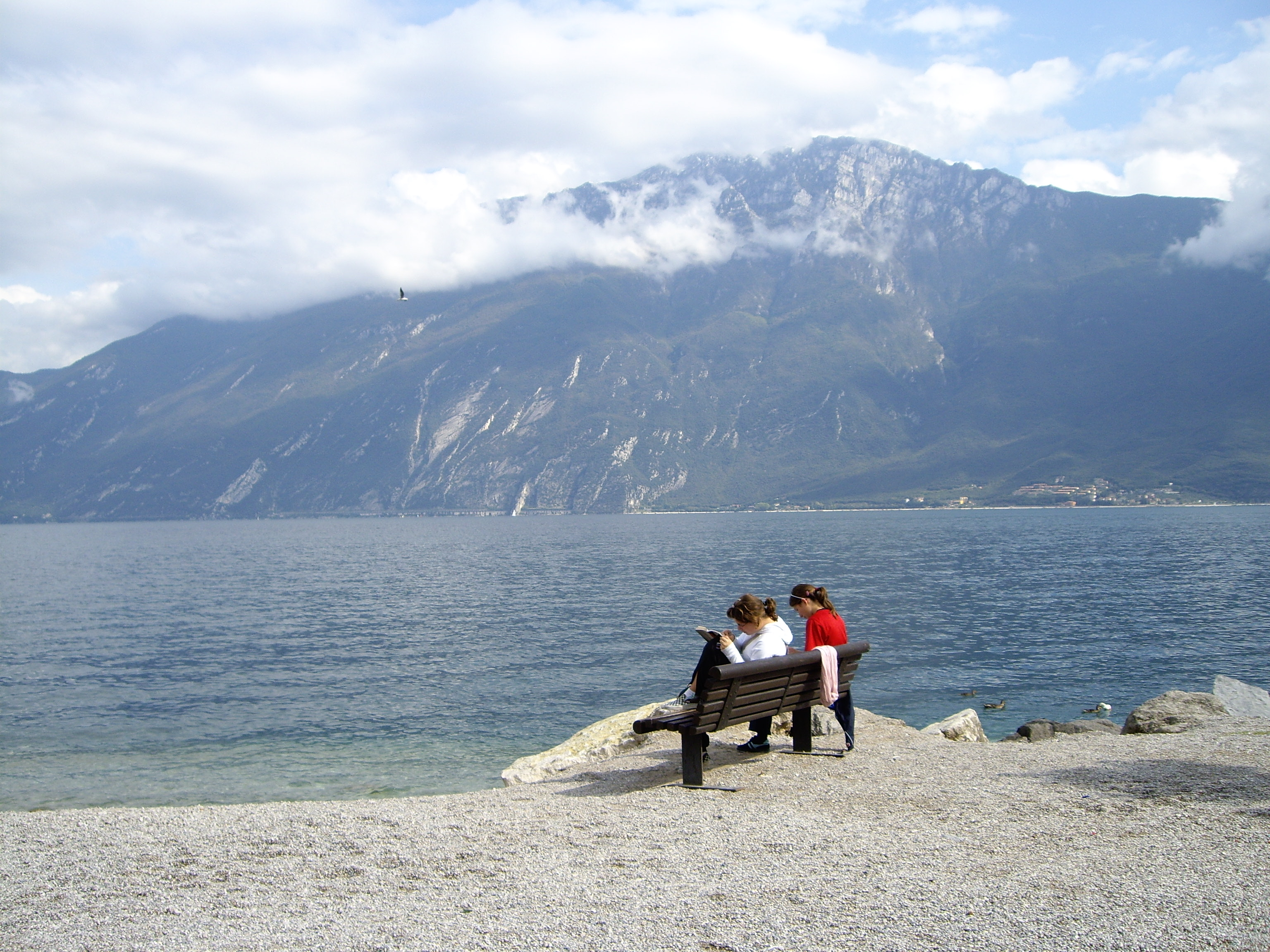
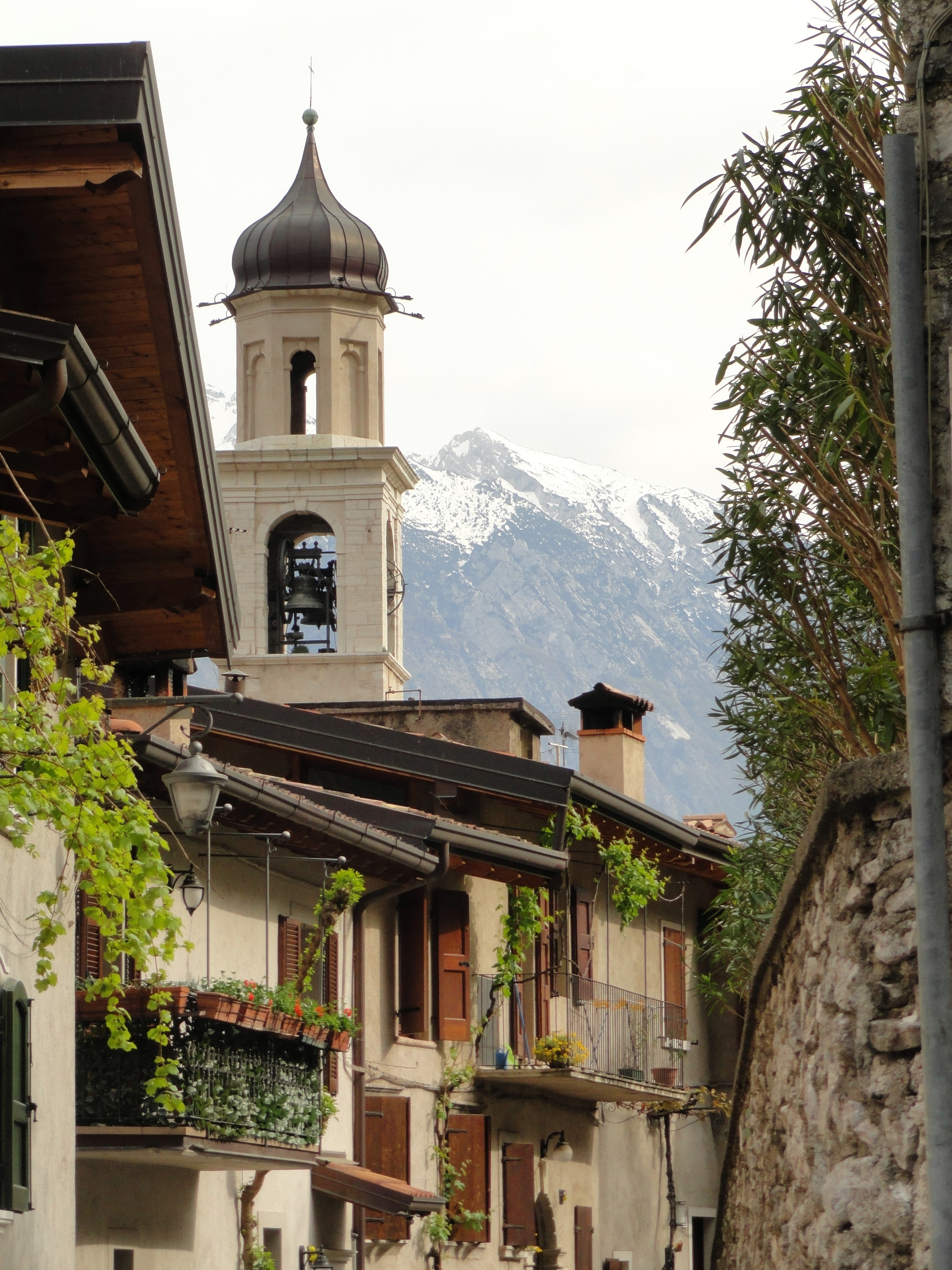
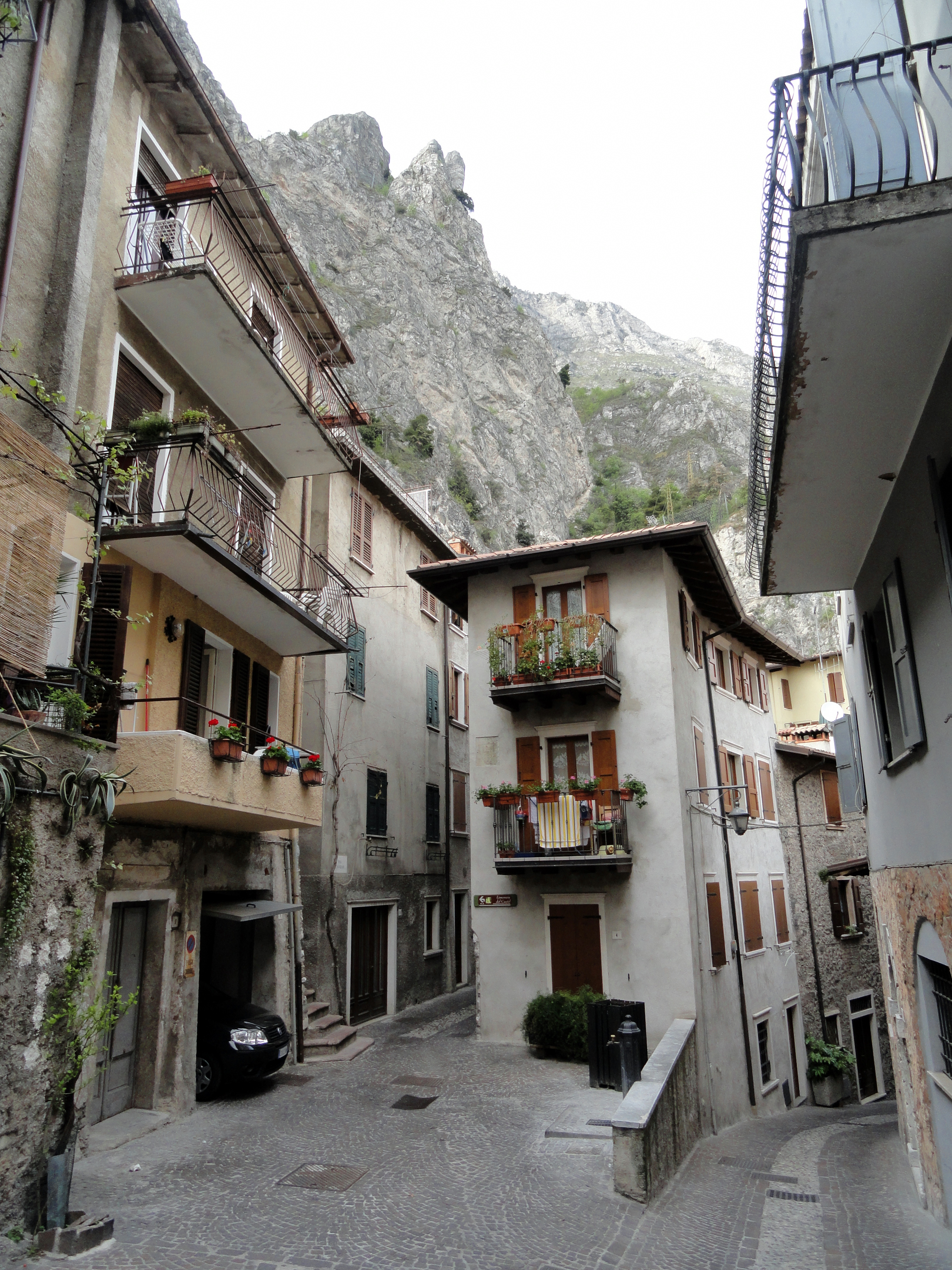
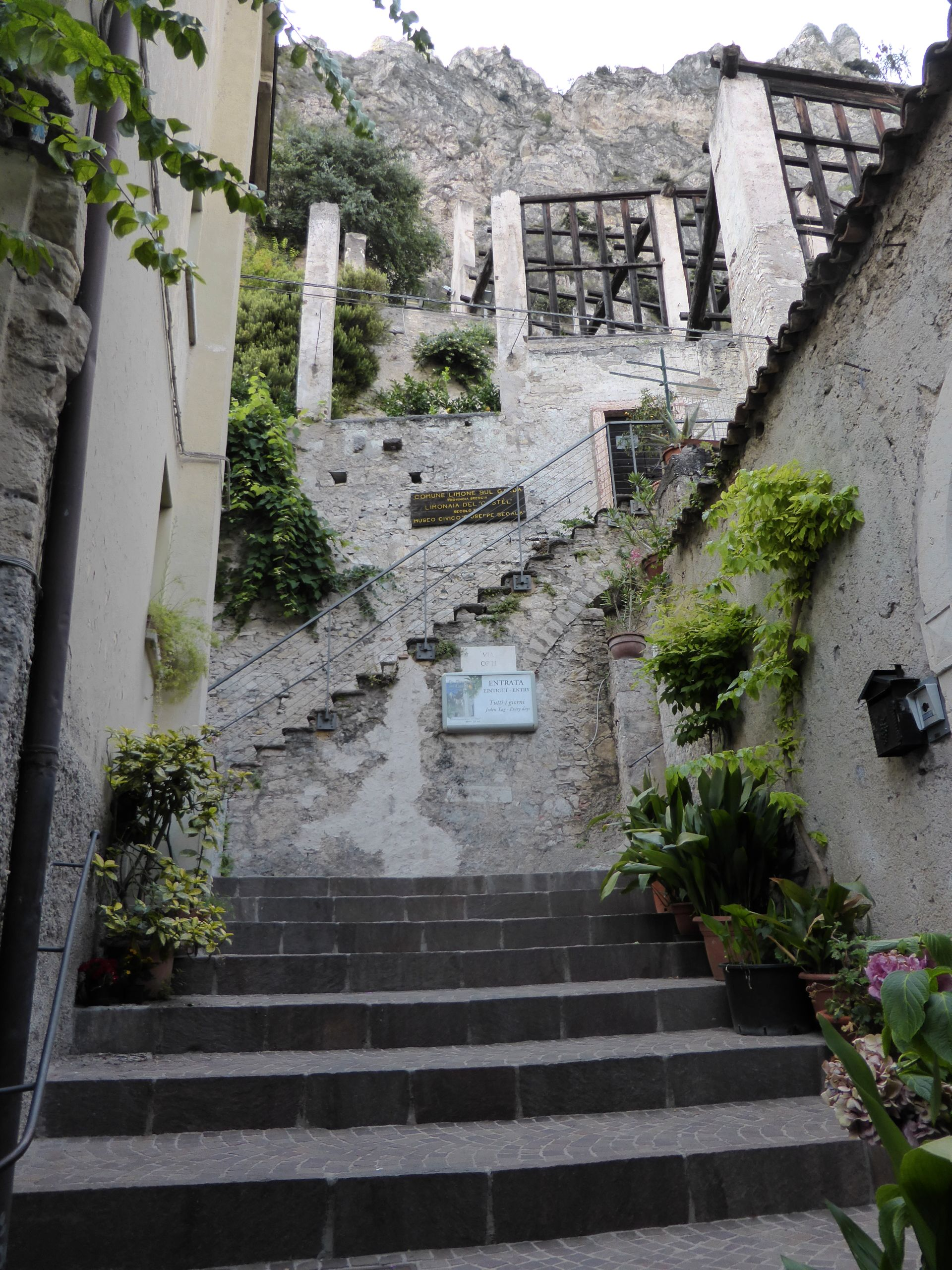

Динамика населения: